# Sommery
Sommery is een gemeente in het Franse departement Seine-Maritime (regio Normandië) en telt 693 inwoners (2005). De plaats maakt deel uit van het arrondissement Dieppe.

## Geografie
De oppervlakte van Sommery bedraagt 21,6 km², de bevolkingsdichtheid is 32,1 inwoners per km².

## Verkeer en vervoer
In de gemeente ligt spoorwegstation Sommery.
De onderstaande kaart toont de ligging van Sommery met de belangrijkste infrastructuur en aangrenzende gemeenten.

## Demografie
Onderstaande figuur toont het verloop van het inwonertal (bron: INSEE-tellingen).